# Bill's Temptation
Bill's Temptation è un cortometraggio muto del 1912 diretto da Bert Haldane.

## Trama
Innamorato di una venditrice ambulante, un uomo le salva il marito che, ubriaco, sta per essere investito da un treno.

## Produzione
Il film fu prodotto dalla Hepworth.

## Distribuzione
Distribuito dalla Hepworth, il film - un cortometraggio di 122 metri - uscì nelle sale cinematografiche britanniche nel gennaio 1912.